# Sol Yurick
Solomon Yurick (* 18. Januar 1925 in New York City; † 5. Januar 2013 ebenda) war ein US-amerikanischer Schriftsteller.

## Leben
Sol Yurick wurde in eine jüdische Arbeiterklassenfamilie geboren, die politisch aktiv war. Er diente während des Zweiten Weltkrieges und ließ sich zum Chirurgisch-Technischen Assistenten ausbilden. Anschließend studierte er an der New York University, wo er einen Abschluss in Literatur machte. Bis Mitte der 1960er Jahre arbeitete er als Sozialarbeiter bei der Wohlfahrt, bevor er sich komplett dem Schreiben widmete.
Mit dem Roman The Warriors debütierte Yurick 1965 als Schriftsteller. Die Geschichte ist eine Kombination aus der Anabasis Xenophons und den Bandenkriegen in New York City. Unter der Regie von Walter Hill wurde die Geschichte 1979 mit Michael Beck und James Remar unter dem gleichen Titel (deutsch: Die Warriors) verfilmt. Im gleichen Jahr wurde der Roman auch in deutscher Sprache übersetzt und vom Pabel Verlag verlegt. In Deutschland wurde mit dem Erscheinen des Filmes der Roman vom Nachrichtenmagazin Spiegel als soziologisches Phänomen wahrgenommen. So wurde er exemplarisch für Jugendgewalt verantwortlich gemacht. Eine Umsetzung des Romans als Videospiel für die PlayStation 2 und Xbox erschien 2005.
Bis 1995 erschienen von Yurick sechs weitere Romane. Sein zweiter, 1966 erschienener Roman Fertig wurde 1999 unter der Regie von David Hugh Jones mit Ben Kingsley, Amy Irving und Alec Baldwin in den Hauptrollen unter dem Titel The Confession – Das Geständnis verfilmt.
Am 5. Januar 2013 verstarb Yurick im Alter von 87 Jahren in Brooklyn, NYC an den Folgen seiner Lungenkrebserkrankung. Er hinterließ seine Frau, eine gemeinsame Tochter und ein Enkelkind.

## Werke
- The Warriors (1965)
  - Die Warriors, Pabel Verlag 1979, 160 Seiten
- Fertig (1966)
- The Bag (1968)
- Someone Just Like You (1972)
- An Island Death (1976)
- Richard A (1981)
- Behold Metatron, the Recording Angel (1985)